# Huberht Hudson

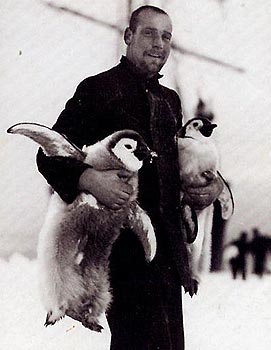
Huberht Hudson mit zwei Kaiserpinguinküken bei der Endurance-Expedition (ca. 1915)

Huberht Taylor Hudson (* 17. September 1886 in London; † 15. Juni 1942 im Atlantischen Ozean) war ein britischer Offizier der Royal Naval Reserve und der Handelsmarine sowie Polarforscher. Er nahm an der Endurance-Expedition (1914–1917) des britischen Polarforschers Ernest Shackleton in die Antarktis teil.

## Leben
Hudson war eines der sieben Kinder des Rektors einer Privatschule Herbert Kynaston Hudson und dessen Ehefrau Caroline Emma Hudson. Er wurde im Londoner Stadtteil Holloway geboren und war stolz darauf, sich hierdurch als Cockney bezeichnen zu dürfen. Die außergewöhnliche Schreibweise seines Vornamens hat einen angelsächsischen Hintergrund. Hudson wuchs im Londoner Stadtteil Battersea auf, bevor sein Vater 1901 eine Stellung als Pfarrer der Church of England annahm und die Familie nach Berden in der Grafschaft Essex umzog. Bis zum Alter von 14 Jahren besuchte Hudson eine Schule der Worshipful Company of Carpenters, bevor er nach kurzer Ausbildung am Trinity House eine Anstellung bei der British India Steam Navigation Company erhielt. Er war zuletzt Maat auf dem Schlachtkreuzer HMS Queen Mary, bevor er sich um eine Teilnahme an Shackletons zweiter eigener Antarktisexpedition bewarb.
Ernest Shackleton wählte ihn als erfahrenen Navigator aus über 300 Bewerbern für seine Forschungsreise aus. Seinen Spitznamen „Buddha“ erhielt er während des Aufenthalts auf der Insel Südgeorgien durch den Expeditionsfotografen Frank Hurley, der ihn dazu verleitet hatte, für eine vermeintliche Kostümparty trotz heftigem Schneetreiben sich nur in ein dünnes Bettlaken gehüllt zu verkleiden. Nachdem die Endurance am 18. Juni 1915 im Weddell-Meer unweit ihres Zielorts vom Packeis eingeschlossen wurde, erlangte Hudson den Ruf als bester Pinguinfänger, was nach dem Untergang des Schiffs und dem damit verbundenen Zwangsaufenthalt der Expeditionsteilnehmer auf dem Meereis maßgeblich zur ausreichenden Versorgung mit Nahrung beitrug. Bei der Überfahrt nach Elephant Island hatte Hudson das Kommando über das Beiboot Stancomb Wills. Nach der Ankunft auf der Insel erlitt er einen Nervenzusammenbruch, der ihn bis zur Rettung am 30. August 1916 durch den Schlepper Yelcho begleitete. Zudem litt er an einem Abszess, den der Expeditionsarzt Alexander Macklin ohne ausreichende Möglichkeiten der Betäubung operativ entfernte. Seinen Sextant hatte er im April desselben Jahres Frank Worsley überlassen, dem mit dessen Hilfe gemeinsam mit Shackleton und drei weiteren Expeditionsteilnehmern die Navigation bei der waghalsigen Fahrt von Elephant Island nach Südgeorgien gelungen war. Für seine Leistungen bei der Expedition erhielt Hudson die silberne Ausfertigung der Polar Medal.
Von seinen gesundheitlichen Problemen erholte sich Hudson sehr schnell und meldete sich unmittelbar nach der Rückkehr von der Endurance-Expedition als Freiwilliger im Ersten Weltkrieg. In diesem diente er als Leutnant auf einer U-Boot-Falle. Nach dem Krieg kehrte er zur British India Steam Navigation Company zurück. 1925 heiratete er die Ärztin Jean Callander, mit der er zwei Töchter und einen Sohn hatte. Seine Tochter Elizabeth starb bereits im Alter von 21 Jahren.
Im Zweiten Weltkrieg war Hudson Kommodore bei der Royal Naval Reserve, den Reservestreitkräften der Royal Navy. Er starb im Juni 1942 an Bord der SS Pelayo, nachdem diese als Teil des Geleitzugs HG 84 auf dem Weg von Gibraltar nach England im Atlantik etwa 740 km nordwestlich der spanischen Hafenstadt A Coruña vom deutschen U-Boot U 552 torpediert und versenkt worden war. Sein Name ist auf dem Liverpool Naval Memorial eingraviert. In der zweiteiligen britischen Miniserie Shackleton aus dem Jahr 2002 mit Kenneth Branagh in der Titelrolle wird Hudson durch Shaun Dooley verkörpert.